# Brandtal
Brandtal är en sorts tal som syftar till att övertyga, inspirera eller motivera en grupp människor att agera för ett specifikt syfte eller mål.
Vanligtvis hålls brandtal av ledare, politiker eller andra inflytelserika personer i samband med speciella tillfällen, som invigningar, politiska kampanjer, protester eller andra sammankomster. Syftet med talen kan vara att motivera folket att stå upp för en orättvisa, att stärka sammanhållning och gemenskap, att övertyga om att följa en specifik riktning eller åtgärd, eller att uppmuntra att kämpa mot en gemensam fiende eller utmaning. 
Brandtal är ofta starkt laddade med känslor, för att gripa tag i lyssnarna och få dem att engagera sig känslomässigt. Talaren använder ofta kraftfulla bilder, liknelser eller historier för att framföra sitt budskap och nå fram till lyssnarna på ett effektivt sätt.